# Дент, Чарльз (старший)
Чарльз Дент (старший) (англ. Charles C. Dent) - американский летчик, любитель искусства, филантроп и непрофессональный дипломат. Создатель организации поддержки ООН "UN WE BELIEVE" ("Мы верим ООН"), ставшей Деловым советом при ООН, и инициатор современного нам воплощения замысла Леонардо да Винчи о создании гигантской конной статуи ("Конь Леонардо"), основавший для этого некоммерческую организацию Leonardo da Vinci's Horse, Inc. (LDVHI), позднее ставшую Научным центром имени Леонардо да Винчи после объединения с Центром научных открытий (The Discovery Center).

## Работа над воссозданием "Коня Леонардо"
В 1977 году Дент прочел в сентябрьском выпуске журнала Национального географического общества США статью о загадочной и трагичной истории работы великого итальянского мастера и вскоре начал реконструкцию скульптуры и создал для воплощения идеи некоммерческую организацию Leonardo da Vinci’s Horse, Inc., ("Конь Леонардо да Винчи Инкорпорейтед", англ. сокр. LDVHI). Однако проект оказался слишком затратным как по времени (15 лет), так и по финансированию (в сумме около 2,5 миллионов долларов). В 1994 году Дент умер, так и не увидев завершённую статую, работе по созданию которой отдал последние 17 лет своей жизни, а организацию возглавил его племянник Питер Дент (англ. Peter C. Dent), имевший опыт работы в отделах продаж крупных промышленных компаний и опыт инженера. Новую глиняную модель для отливки создала приглашенная организацией скульптор Нина Акаму (Nina Akamu). В сентябре 1999г. отлитая статуя была установлена на ипподроме Сан-Сиро в Милане.